# Zabiele (gmina Stawiski)
Zabiele – wieś w Polsce położona w województwie podlaskim, w powiecie kolneńskim, w gminie Stawiski.
Wieś szlachecka położona była w drugiej połowie XVI wieku w powiecie kolneńskim ziemi łomżyńskiej. Na przełomie lat 1783/1784 wieś leżała w parafii Grabowo, dekanat wąsoski diecezji płockiej i była własnością siedmiu rodzin szlacheckich: Filipkowskiego, Kołakowskiego, Konopków, Tyszków, Truszkowskiego, Swęszkowskich i Zabielskich. W latach 1975–1998 miejscowość należała administracyjnie do województwa łomżyńskiego.
Wierni kościoła rzymskokatolickiego należą do parafii św. Antoniego w Stawiskach, która należy do metropolii białostockiej, diecezji łomżyńskiej, dekanatu Kolno.